# Церковь Илии Пророка (Лемешово)
Церковь Илии Пророка (Ильинская церковь) — приходская церковь Подольской епархии Русской православной церкви в деревне Лемешово в Подольском районе (с 2015 года — городской округ Подольск) Московской области.
Церковь Илии Пророка имеет статус памятника архитектуры регионального значения.

## История
Первоначально небольшой деревянный храм во имя святого Пророка Божия Илии был сооружён в 1662 году в селе Дубровицы, принадлежавшем роду князей Голицыных. В 1690 году в связи с возведением в Дубровицах нового храма Зна́мения Пресвятой Богоро́дицы церковь Пророка Илии была по повелению тогдашнего помещика Бориса Голицына перенесена в деревню Лемешово, находящуюся от Дубровиц в «одной версте». Каменная церковь в стиле барокко была построена вместо деревянной в 1753 году. В начале XX века храм был расширен пристройкой боковых приделов в честь иконы Божией Матери «Всех скорбящих Радость» и преподобного Сергия Радонежского. Эти работы были проведены архитектором Николаем Благовещенским.
В 1922 году из церкви изъяли ценности, а в 1941 году храм закрыли — были сожжены иконостасы и иконы. В годы войны церковь использовали в качестве склада, а в послевоенное время — как хранилище для зерна. В 1937 году настоятель Ильинского храма протоиерей Александр Агафоников был арестован, расстрелян и похоронен в общей могиле на Бутовском полигоне НКВД. В 2000 году Архиерейским собором Русской православной церкви священномученик Александр Агафонников причислен к Собору новомучеников и исповедников Российских.
С 1960-х годов бесхозное церковное здание постепенно разрушалось, превращаясь в свалку для мусора. В 1970—1990-е годы здание церкви серьёзно пострадало и превращалось в руины. После распада СССР, в 1996 году начались восстановительные работы, в 2001 году построили иконостасы и обустроили интерьер храма. Оформление иконостасов выполнил Константин Гудков. 14 октября 2003 года Ильинский храм был освящён митрополитом Крутицким и Коломенским Ювеналием. Настоятелем Ильинской церкви в настоящее время является иерей Константин Леонидович Веремеенко.
Недалеко от храма находится здание причта с крестильным храмом в честь священномученика Александра Агафонникова, библиотекой и классами воскресной школы.

## Галерея

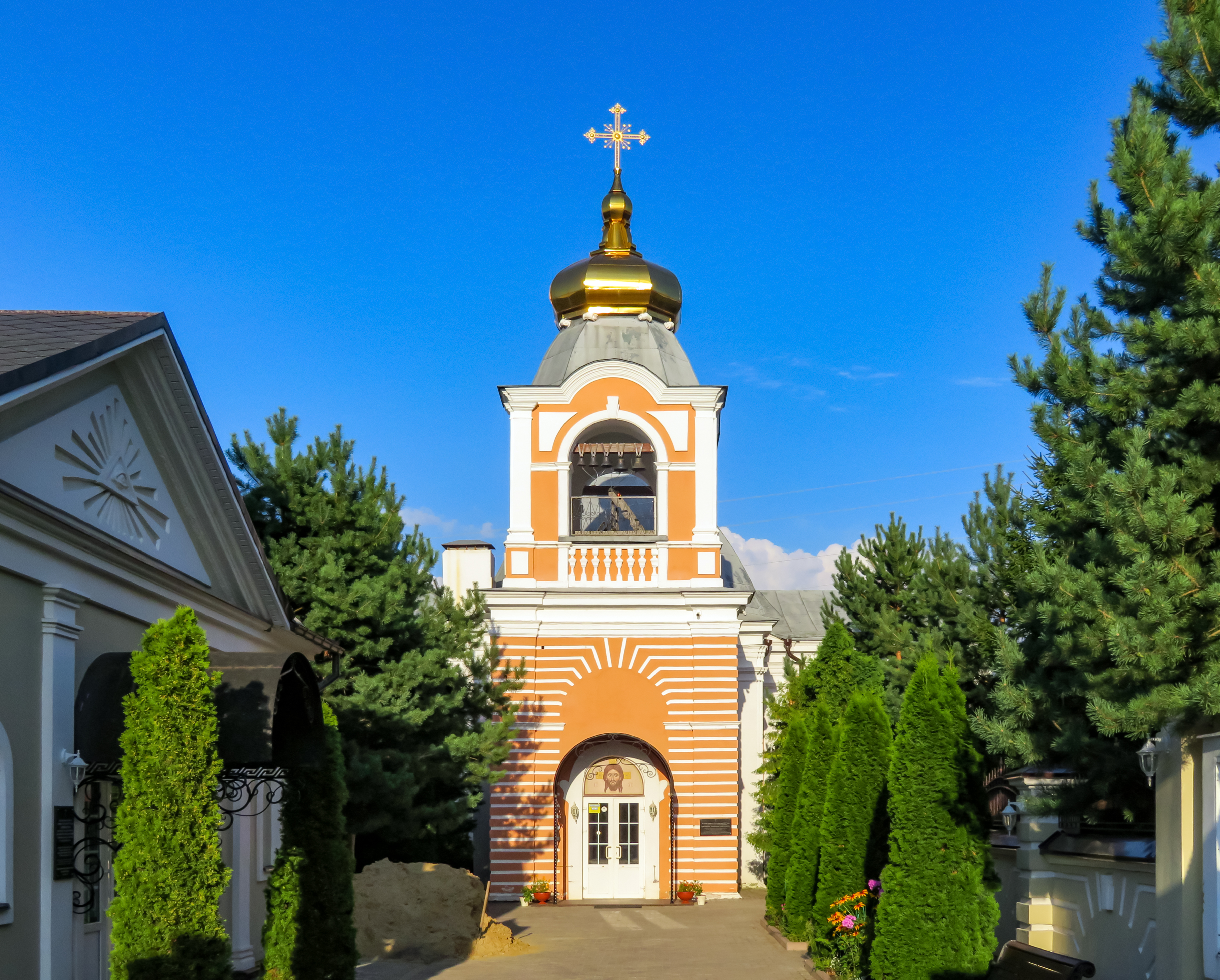
Колокольня в 2022 году
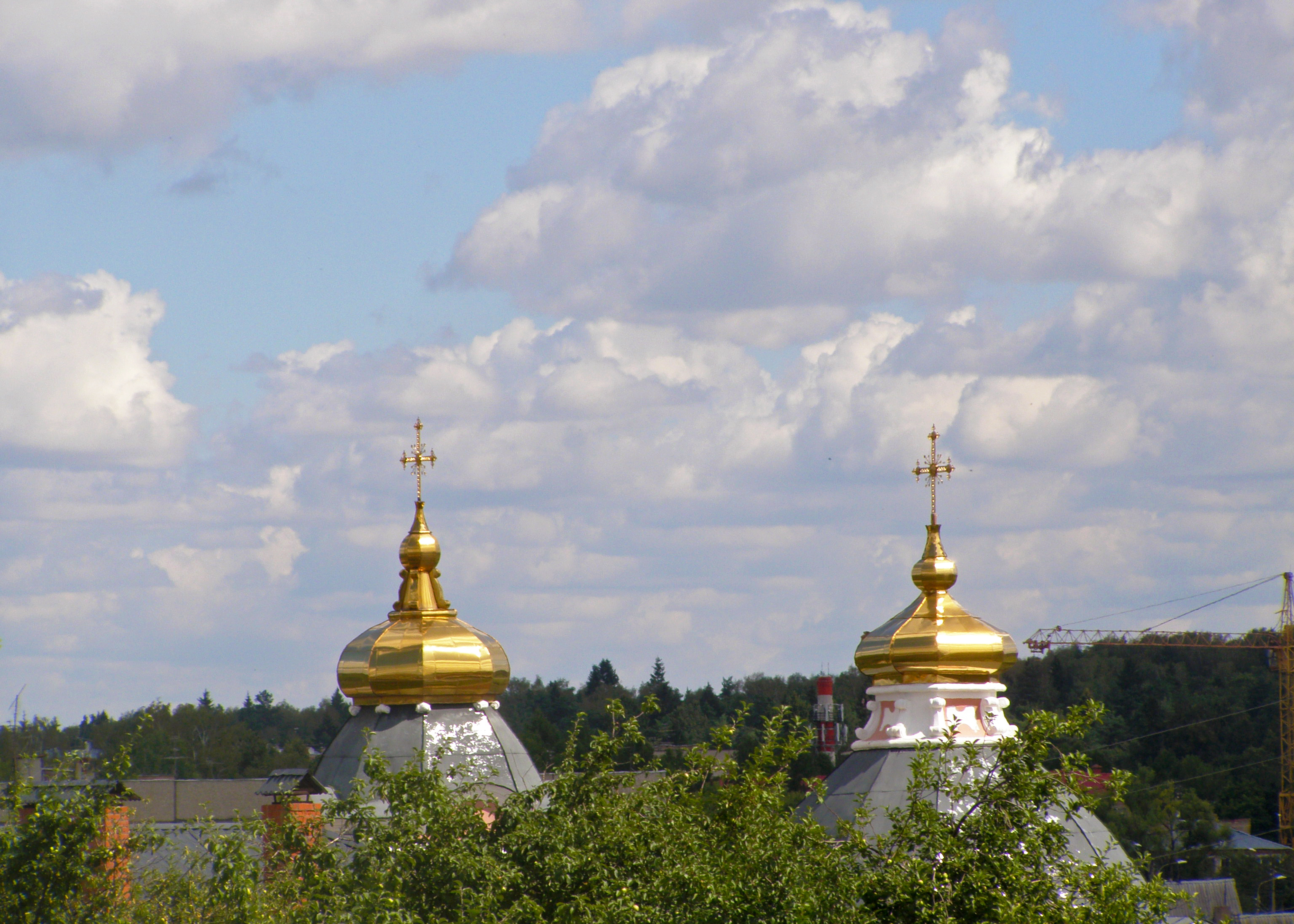
Купола церкви
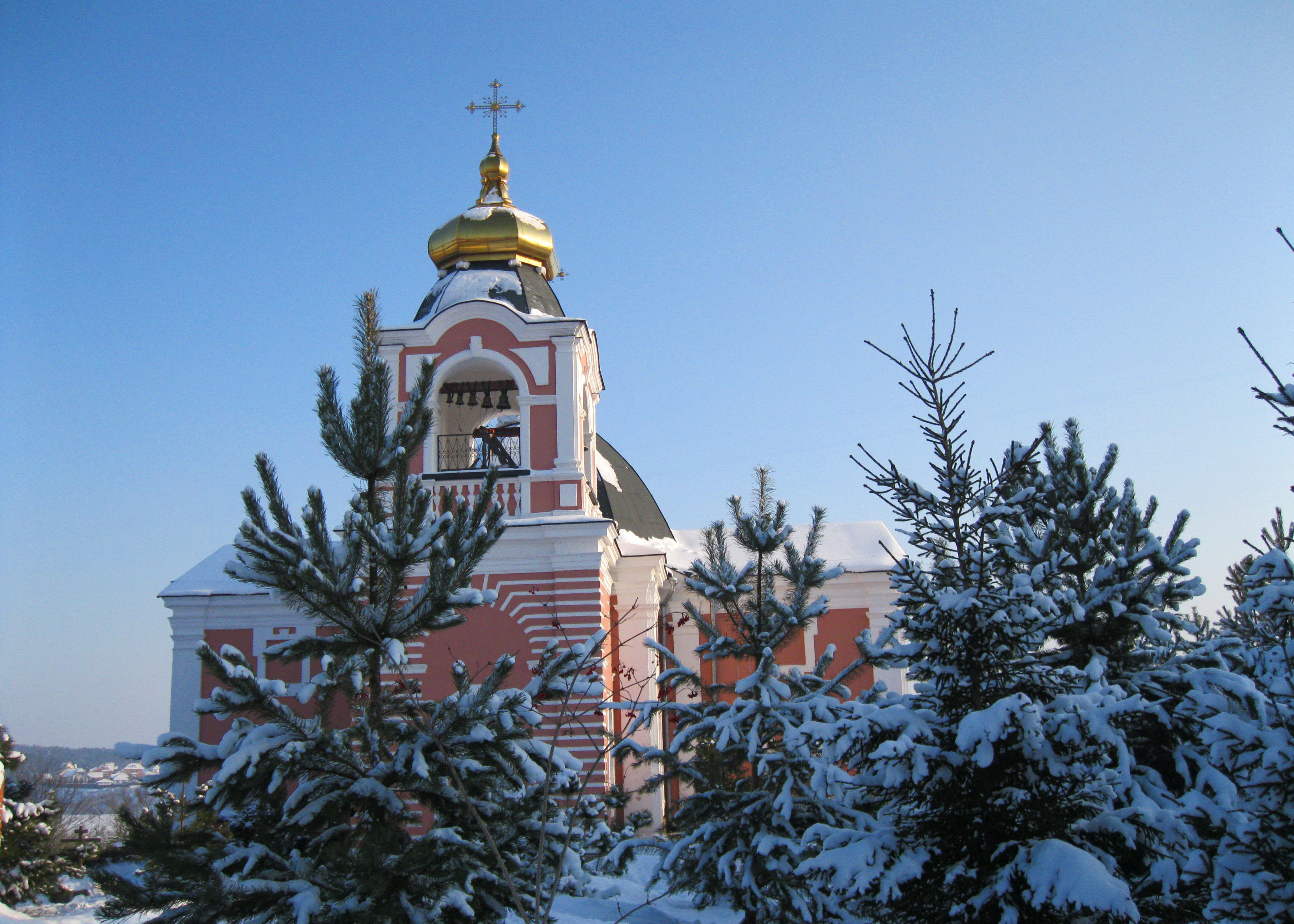
Вид церкви в зимний день
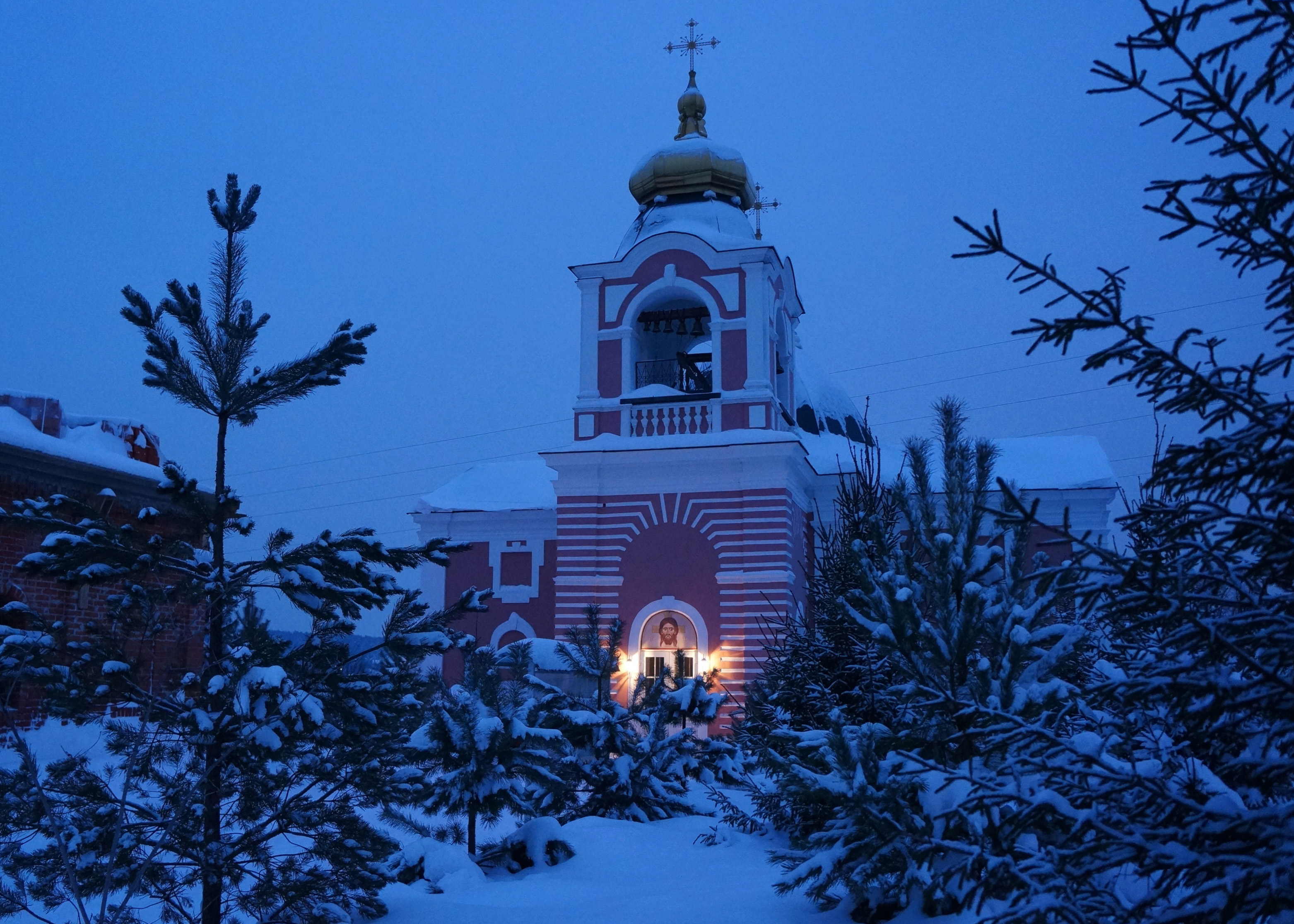
Утро Крещения